# Култ към Върховното същество
Култът към Върховното същество (на френски: Culte de l'Être suprême) е форма на деизъм, която се въвежда и институционализира във Франция от Максимилиан Робеспиер по време на Френската революция. Като външния израз (манифестацията) към този култ се провеждат цяла серия от официални публично-революционни тържества в края на 18 век във Франция. Намерението е било това да стане държавна религия в новата Френска република.